# Lindolfo Delgado
Lindolfo Delgado (ur. 31 grudnia 1994 w Linares) – meksykański bokser, srebrny medalista Igrzysk Ameryki Środkowej i Karaibów w Veracruz z roku 2014.

## Kariera
W 2014 roku Delgado zajął drugie miejsce w kategorii lekkiej na Igrzyskach Ameryki Środkowej i Karaibów, które rozgrywane były w Veracruz. Rywalizację na igrzyskach rozpoczął od pokonania na punkty (3:0) José Rosário w pojedynku eliminacyjnym. W ćwierćfinale wyeliminował reprezentanta Dominikany Sparkinsona Almonte, pokonując go wyraźnie na punkty (3:0). W półfinale rywalem Meksykanina był Trynidadczyk Michael Alexander. Alexander nie przystąpił do pojedynku, przegrywając walkowerem. W finale Delgado uległ na punkty Kubańczykowi Lázaro Álvarezowi.
Od sezonu 2013/2014 reprezentuje drużynę Mexico Guerreros w rozgrywkach World Series of Boxing.
W 2015 otrzymał srebrny medal igrzysk panamerykańskich w wadze lekkiej. Był również uczestnikiem igrzysk olimpijskich w Rio de Janeiro, ale nie wywalczył tu medalu.